# 蘭伯 (阿肯色州)
蘭伯（英語：Lumber）是位於美國阿肯色州哥倫比亞縣的一個非建制地區。該地的面積和人口皆未知。

## 地理
蘭伯的座標為33°21′01″N 93°20′51″W / 33.35028°N 93.34750°W，而該地的平均海拔高度為94米（即308英尺）。